# Хрісотеміда
Хрісотемі́да (грец. Χρυσόθεμις) — персонаж давньогрецької міфології, одна з дочок Агамемнона та Клітемнестри, сестра Іфігенії й Лаодіки (Електри).
Згадується в «Іліаді» (ІХ 145). В пізнішій міфологічній традиції значної ролі не відіграє; в трагедії Софокла «Електра» боязка і покірна Егісту Хрісотеміда протиставлена непохитній в своєму прагненні до помсти Електрі.
На честь Хрісотеміди названий астероїд (637) Хрісотеміда, відкритий в 1907 році.